# Tăm

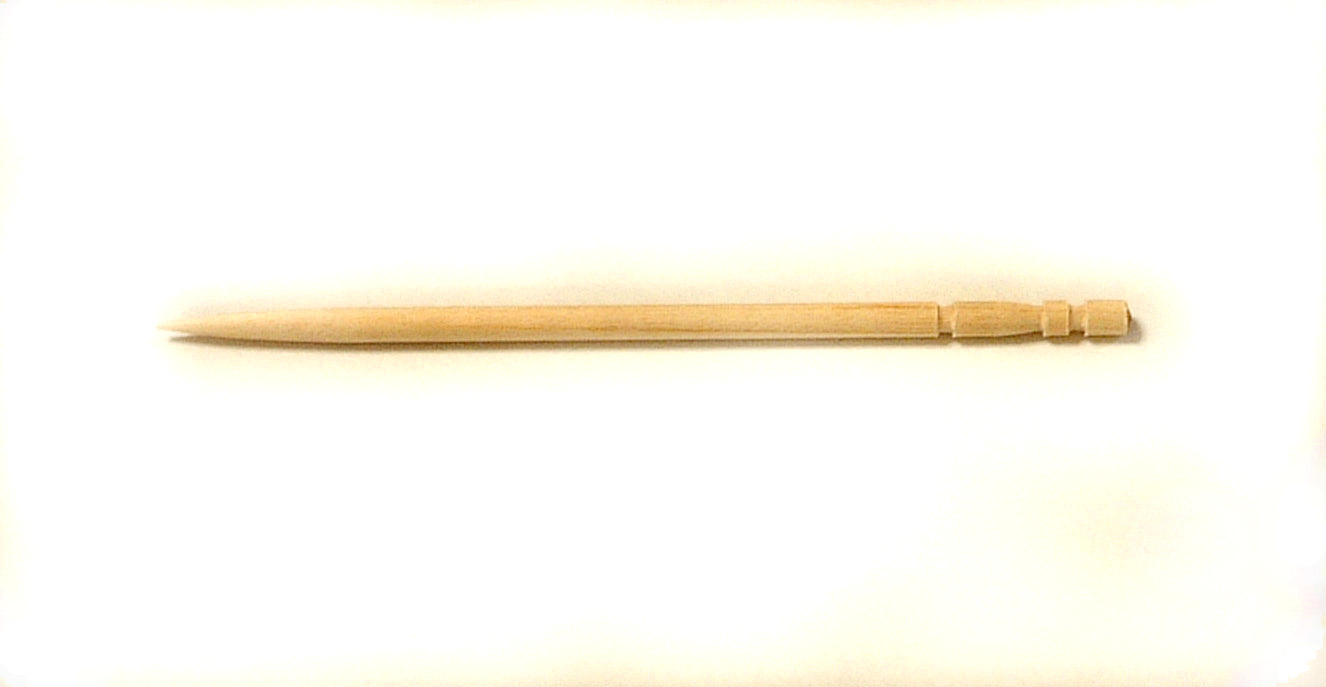
Tăm

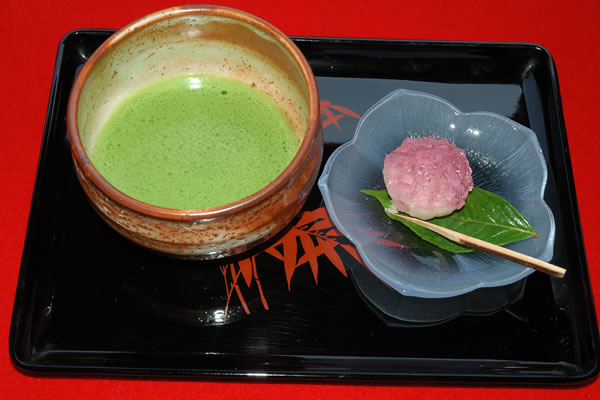
Trà, bánh và tăm

Tăm là một thanh nhỏ làm bằng gỗ, nhựa, tre, kim loại, xương hoặc chất khác. Tăm được sử dụng để loại bỏ các vật bám trên răng, thường là sau bữa ăn. Tăm thường có một hoặc hai đầu nhọn để có thể đưa vào giữa các răng. Tăm cũng có thể được sử dụng để đưa một số loại thức ăn lên miệng. Ở Việt Nam, tăm thường được làm bằng tre còn ở Mỹ, tăm thường làm bằng gỗ từ cây phong

## Lịch sử
Tăm đã được biết đến từ những thời kỳ đầu của người hiện đại. Trong những hộp sọ của người Neanderthal, cũng như người Homo sapien, đã có những dấu hiệu rõ ràng về việc răng đã được xỉa với một dụng cụ.
Tăm là dụng cụ lâu đời nhất để làm sạch răng. Tăm được biết đến trong tất cả các nền văn hóa. Trước khi bàn chải đánh răng được phát minh, răng đã từng được làm sạch bằng các dụng cụ nha khoa bằng gỗ cứng và mềm. Tăm bằng đồng đã được tìm thấy trong các ngôi mộ thời tiền sử ở miền Bắc Ý, và tại các dãy núi Đông Alps. Tăm cũng được biết đến ở Lưỡng Hà.
Có rất nhiều chiếc tăm được làm một cách tinh tế và mang tính nghệ thuật như là tăm bằng bạc ở thời cổ, hay được làm từ gỗ ma tít bởi những người La Mã. Trong thế kỷ 17, tăm là đồ vật cao cấp tương tự như các đồ trang sức. Chúng được làm từ các kim loại quý và đá đắt tiền. Thường là đã được cách điệu và tráng men nghệ thuật.
Máy sản xuất tăm đầu tiên đã được Alessandro Franco phát triển vào năm 1869. Một chiếc máy khác đã được cấp bằng sáng chế vào năm 1872, đó là cỗ máy
```
của Silas Noble và JP Cooley.
[
3
]
```

Ngày nay chỉ nha khoa và bàn chải đánh răng dần thay thế tăm như là các phương tiện vệ sinh răng miệng, nhất là ở các nước phát triển, do dùng tăm có thể tạo khe hở giữa các răng hay viêm chân răng.